# دژو گروس
دژو گروس (مجاری: Dezső Grósz; ۱۹ سپتامبر ۱۸۹۸ – ۱۳ مارس ۱۹۸۷) بازیکن فوتبال اهل مجارستان بود.
وی همچنین در تیم ملی فوتبال مجارستان بازی کرده‌است.